# Olival (Ourém)
Olival é uma vila portuguesa que foi sede da extinta Freguesia de Olival do Município de Ourém, no Distrito de Santarém, fazendo parte da antiga província da Beira Litoral, e estando atualmente englobada na região do Centro (Região das Beiras) e na sub-região do Médio Tejo. A freguesia de Olival tinha 21,11 km² de área e 1 995 habitantes (2011), donde, uma densidade populacional de 94,5 hab/km².
A Freguesia de Olival foi extinta em 2013, no âmbito de uma reforma administrativa nacional, para agregada a Gondemaria formar uma nova freguesia denominada União das Freguesias de Gondemaria e Olival..
Por sua vez, a povoação de Olival foi elevada à categoria de vila em 12 de Junho de 2009.
Além da vila de Olival, a antiga Freguesia de Olival era composta pelos seguintes lugares: Soutaria, Mossomodia, Casaria, Ventilharia, Boieiro, Conceição, Gaiteiros, Montalto, Esperança, Ribeira, Brejo, Casais de Carcavelos, Carcavelos de Cima, Carcavelos de Baixo, Cisterna, Pairia, Tomareis, Paiveira, Cardal, Barrocaria, Óbidos, Aldeia-Nova, Moinhos, Capucho, Camalhotes, Casais dos Montes, Casal da Mata.

## Breve História
Situada a oito quilómetros da sede do concelho a freguesia do Olival caracteriza-se, para além da sua antiguidade, por ser terra de sublimes paisagens naturais e de grande fartura.
O povoamento desta freguesia remonta a épocas pré-históricas. D. Domingos Pinho Brandão fez aqui aturados estudos de uma série de mosaicos romanos encontrados no centro da sede da freguesia, lugar onde anteriormente já tinham sido descobertos vários vestígios da mesma época.
Em “Ourém - Estudos e Documentos”, diz-se que “o Olival nas margens do Tomarel é um jardim paradisíaco. Coutado pelo primeiro rei português, a Frei Gonçalo, o “Traga-Mouros”, viúvo da moura Fátima…, referem-se a estas paragens os mais antigos documentos de que há memória no termo de Ourém. O velho convento de Tomarães (séculos XII-XIII), que passou para o Mosteiro de S. Bernardo de Coimbra, situava-se, segundo tudo leva a crer, junto da povoação de Tomaréis… E por vários séculos contou o Olival com uma pequena albergaria, com ermitão permanente para atender peregrinos e viandantes”.
Esta albergaria, com apenas quatro camas, terá sido fundada no ano de 1323 por Martim Anes de Bocifal que também instituiu um legado pio na igreja de Santa Maria do Olival. O “Esboço Histórico do Concelho de Vila Nova de Ourém” é da opinião que foi Diogo da Praça que “dotou um hospital para peregrinos; o qual acabou por desleixo, sendo desse destino desviados os bens para a fundação do hospital de Leiria, no tempo do bispo D. Manuel de Aguiar”.
Aquela igreja parece ter sido fundada em 1210 ou 1211, enquanto a criação da paróquia datará do século XVI. Em 1586 já estava formada pois existe um documento desse ano que fala da nova paróquia do Olival e que nela ouviam missa paroquianos de Santa Maria de Ourém, de S. João e de S. Tiago. Sabe-se igualmente que a ligação à colegiada de Ourém foi permanente, sendo a freguesia um curato da apresentação daquela, passando mais tarde a reitoria.
Mas um documento do maior interesse para a história da igreja e da sua antiguidade, é um auto de Inquirição de 1223, guardado no “Arquivo da Catedral de Zamora”. Nesse precioso documento, onde pela primeira vez se refere uma igreja no Olival, um dos inquiridos, Pedro Pais, jurou “que sabia que a igreja de Santa Maria do Olival fora fundada com o consentimento do rei D. Sancho I e do bispo de Évora, D. Soeiro II…”. António Rodrigues Baptista que no seu “Ourém” nos revela este documento depois de o analisar conclui que “se não errámos nos nossos cálculos, a igreja do Olival terá sido fundada em 1210 ou nos primeiros meses de 1211 e, como acabamos de ver, era servida por clérigos destacados da igreja de Santa Maria de Ourém”.
A igreja velha era um templo quatrocentista que sofreu restaurações entre 1888 e 1898. Os “Tesouros Artísticos de Portugal” consideram que apesar de “bastante modernizada no exterior, conserva um rico interior. As paredes da capela-mor são forradas de azulejos azuis e brancos dos tipos enxaquetado e padrão, seiscentistas. No altar-mor admira-se uma escultura de madeira representando o orago, peça barroca do século XVIII. Da imaginária destacam-se ainda três esculturas de pedra, possivelmente do século XV, representando Santa Luzia, S. Sebastião e Santíssima Trindade. Além de um cadeirão firmado no couro da espalda com o escudo brasonado dos Machados e de duas estantes de missal bem lavradas, provavelmente do século XVII, a igreja possui duas apreciáveis pinturas seiscentistas, S. Miguel e as Almas do Purgatório, sobre tábua e um ecce homo, sobre tela”.
Rica e de grande devoção no concelho é a ermida de Nossa Senhora da Conceição. Templo antigo, edificado no século XV, foi reedificado em 1578 pelo cardeal D. Henrique, e modificado no século XVIII. Precede a fachada um alpendre vasto de colunelos. O tecto do corpo do templo é de madeira, sem pintura, e o da capela-mor é abobadado com caixotões. Os parietais desta são revestidos de azulejaria de tipo enxaquetado e padrão. No nicho concheado do altar-mor está uma bela escultura de pedra, quinhentista e policromada, figurando a Virgem e o Menino. No arco triunfal, admiram-se, pintadas a fresco, as figuras de Santo Ambrósio e Santo Agostinho.
De grande interesse turístico, a permitir desfrutar das belas paisagens que deslumbraram Acácio de Paiva, ergue-se à entrada da aldeia de Óbidos o “Cabeço”, a elevação de maior altitude da freguesia. O lugar está carregado de história e de lendas falando de mouros e das bolas de ouro por eles utilizadas nos seus jogos, disputados no campo situado no Cabeço onde, consta, esteve para ser construído o Castelo de Ourém.

## População
| População da freguesia de Olival | População da freguesia de Olival | População da freguesia de Olival | População da freguesia de Olival | População da freguesia de Olival | População da freguesia de Olival | População da freguesia de Olival | População da freguesia de Olival | População da freguesia de Olival | População da freguesia de Olival | População da freguesia de Olival | População da freguesia de Olival | População da freguesia de Olival | População da freguesia de Olival | População da freguesia de Olival |
| -------------------------------- | -------------------------------- | -------------------------------- | -------------------------------- | -------------------------------- | -------------------------------- | -------------------------------- | -------------------------------- | -------------------------------- | -------------------------------- | -------------------------------- | -------------------------------- | -------------------------------- | -------------------------------- | -------------------------------- |
| 1864                             | 1878                             | 1890                             | 1900                             | 1911                             | 1920                             | 1930                             | 1940                             | 1950                             | 1960                             | 1970                             | 1981                             | 1991                             | 2001                             | 2011                             |
| 3 558                            | 4 075                            | 4 532                            | 5 179                            | 5 816                            | 5 892                            | 3 216                            | 3 329                            | 3 772                            | 3 442                            | 2 493                            | 2 537                            | 2 031                            | 2 159                            | 1 995                            |

Com lugares desta freguesia foram criadas em 1928 as freguesias de Gondemaria e Urqueira
| Distribuição da População por Grupos Etários | Distribuição da População por Grupos Etários | Distribuição da População por Grupos Etários | Distribuição da População por Grupos Etários | Distribuição da População por Grupos Etários | Distribuição da População por Grupos Etários | Distribuição da População por Grupos Etários | Distribuição da População por Grupos Etários | Distribuição da População por Grupos Etários | Distribuição da População por Grupos Etários |
| -------------------------------------------- | -------------------------------------------- | -------------------------------------------- | -------------------------------------------- | -------------------------------------------- | -------------------------------------------- | -------------------------------------------- | -------------------------------------------- | -------------------------------------------- | -------------------------------------------- |
| Ano                                          | 0-14 Anos                                    | 15-24 Anos                                   | 25-64 Anos                                   | > 65 Anos                                    |                                              | 0-14 Anos                                    | 15-24 Anos                                   | 25-64 Anos                                   | > 65 Anos                                    |
| 2001                                         | 313                                          | 286                                          | 1 039                                        | 521                                          |                                              | 14,5%                                        | 13,2%                                        | 48,1%                                        | 24,1%                                        |
| 2011                                         | 261                                          | 187                                          | 980                                          | 567                                          |                                              | 13,1%                                        | 9,4%                                         | 49,1%                                        | 28,4%                                        |

Média do País no censo de 2001:  0/14 Anos-16,0%; 15/24 Anos-14,3%; 25/64 Anos-53,4%; 65 e mais Anos-16,4%
Média do País no censo de 2011:   0/14 Anos-14,9%; 15/24 Anos-10,9%; 25/64 Anos-55,2%; 65 e mais Anos-19,0%

## Nativos célebres
- José Galamba de Oliveira (1903-1984), natural de Aldeia-Nova, padre católico, professor, jornalista e historiador das aparições de Fátima.

## Património
- Cabeço dos Valinhos
- Igreja do Olival ou Igreja de Nossa Senhora da Purificação